# Xã Boy River, Quận Cass, Minnesota
Xã Boy River (tiếng Anh: Boy River Township) là một xã thuộc quận Cass, tiểu bang Minnesota, Hoa Kỳ. Năm 2010, dân số của xã này là 86 người.